# Rob Caggiano
Robert Caggiano (New York, 7 novembre 1976) è un chitarrista e produttore statunitense di origini italiane, noto soprattutto come membro della band metal Anthrax tra il 2001-2005 e poi dal 2007 al gennaio del 2013. Chitarrista dei Volbeat dal 2013 al 2023..

## Biografia
La sua prima esperienza professionale avviene con i Boiler Room, ai quali si unisce nel 1996 e con i quali pubblica l'album "Can't Breathe" poco prima dello scioglimento della band che avviene nel 2000. Dal 2001 al 2005 suona con gli Anthrax, storica band thrash metal statunitense, in seguito esce dal gruppo per rientrare a farne parte nel 2007. Con gli Anthrax partecipa anche allo storico tour dei "Big Four" del 2010-2011 che vede coinvolti anche Metallica, Megadeth e Slayer. 
Il 4 gennaio 2013 annuncia la sua dipartita dalla band.
Esattamente un mese dopo questo annuncio viene comunicato l'ingresso di Caggiano nella band danese Volbeat nella quale suonerà sino a Giugno 2023.

## Stile ed equipaggiamento
Chitarrista di estrazione tipicamente metal, è tecnicamente dotato sia dal punto di vista ritmico che solista, risulta essere molto veloce e preciso nel fraseggio dove eccelle nella tecnica del hammer-on pull-off.
Utilizza chitarre ESP signature ispirate dal modello "horizon", che montano pick up DiMarzio Air Norton al manico e DiMarzio RC Custom al ponte. Usa corde D'Addario EXL 140 con scalatura 0.10-0.52. Come amplificatori utilizza due testate Fryette Sig:X da 100 watt e casse Fryette 4x12. Il tutto passa poi attraverso un sistema wireless Sennheiser EW500 G3, e a una pedalboard comprensiva di accordatore Polytune, un Dunlop GCB95F Cry Baby Classic wah, un MXR Custom compressor, un TC Electronic Spark Booster, un MXR Smart Gate, un Pigtronix Philosopher’s Rock, un MXR Micro Chorus, un Boss DD-6 digital delay (controllato con pedale custom tap-tempo), un Tech 21 Boost R.V.B. e un Death by Audio Interstellar Overdriver Deluxe.

## Discografia

### Album con gli Anthrax
| Data           | Titolo                 | Etichetta     | Classifica | Vendite USA |
| 6 maggio, 2003 | We've Come for You All | Nuclear Blast |            |             |

### Compilation con gli Anthrax
- The Greater of Two Evils (2004)

### Album dal vivo con gli Anthrax
- Music of Mass Destruction (2004)

### Album con i Volbeat
- "Outlaw Gentlemen & Shady Ladies" (2013)
- "Seal the Deal & Let's Boogie" (2016)

### Discografia come produttore (parziale)
- Cradle of Filth Nymphetamine
- Cradle of Filth Damnation and a Day
- Bleeding Through The Truth
- Ill Niño One Nation Underground
- Ill Niño Revolution Revolución
- Anthrax We've Come for You All
- The Agony Scene The Darkest Red
- A Life Once Lost Hunter
- Dry Kill Logic The Darker Side of Nonsense
- 36 Crazyfists Bitterness the Star